# 鶴野久男
鶴野 久男（つるの ひさお、1949年 - ）は、日本のイラストレーター。
手塚治虫主宰、（株）虫プロ商事発行の月刊「COM」編集部勤務の後、フリー。30年以上イラストレーターをしており、俳優・つるの剛士の伯父に当たる。

## 主な作品
- 東京ディズニーランドのメインマップ（1984～1995採用）
- 科学万博-つくば博-EXPO'85のメインマップ
- 東京都清掃局のポスター
- 地方分権ポスター（東京都）
- 宝くじのイラスト（1978～）

## 著書
- キティのおもちゃをつくろう（サンリオ）
- キティのつくってあそぼう（サンリオ）
- なぜなに百科（永岡書店）
- きえたおもちゃ（バンダイ）
- 健ちゃんのひみつ（フレーベル館）
- いっしょにさがして（杉並区社会科副読本）